# Григорьева, Люлия Николаевна
 Люлия Николаевна Григорьева родилась 21 марта 1941, с. Хаптагай, Мегино-Кангаласский район, Якутская АССР — советский партийный, государственный и общественный деятель. Председатель Президиума Верховного Совета Якутской АССР (1985—1989).

## Биография
После окончания средней школы в 1960 году начала свою трудовую деятельность техническим секретарём райкома комсомола Верхневилюйского района. После по комсомольской путевке была направлена заведующей сельским клубом. После укрупнения колхозов (1961—1963 годы) была избрана заместителем, затем освобождённым секретарём комсомольской организации колхоза им. Исидора Барахова. В это время были созданы комсомольские молодежные фермы по надою молока, состоящие исключительно из парней. В 1963 году была принята в члены КПСС и поступила на учёбу в Омский Государственный ветеринарный институт. После окончания института в 1968 году была выдвинута на руководящую комсомольскую, партийную и советскую работу в одном из крупнейших районов республики — Мегино-Кангаласском.
В 1975 г. — Высшую партийную школу при ЦК КПСС. Работала первым секретарём райкома комсомола и секретарём, вторым секретарём Мегино-Кангаласского райкома партии, с 1981 г. — председателем исполкома Мегино-Кангаласского районного Совета депутатов.
В 1983 г. избрана первым секретарём Момского райкома партии.
В 1985 - 1989 гг. работала Председателем Президиума Верховного Совета ЯАССР, заместителем председателя Президиума Верховного Совета РСФСР. В декабре 1989 года ушла в отставку.
С 1989 по 1992 гг. — министр социального обеспечения ЯАССР..
После выхода на пенсию начала работать заместителем председателя Правления фонда «Баргарыы» (Возрождение). С 1998 по 2014 г. возглавляла общественную организацию — Якутский республиканский союз пенсионеров.
В 2000 году был создан Высший Совет старейшин (Ытык Субэ), членом которого стала. С 3 апреля 2008 года — Председатель Высшего Совета старейшин (якут. Ытык Сүбэ) Республики Саха (Якутия).
В декабре 2011 года была исключена из рядов КПРФ за поддержку кандидатов в депутаты от «Единой России» и восстановилась в 2012 году.
Член исполкома Общественно-консультативного совета при Президенте РС(Я), Высшего совета старейшин, республиканского Совета ветеранов, общественно-консультативного совета при Председателе Государственного Собрания (Ил Тумэн) Республики Саха (Якутия).

## Награды и почётные звания
- Почётный гражданин Республики Саха (Якутия) (2006)[3]
- Почётный гражданин Мегино-Кангаласского улуса (1991)[4]
- Почётный гражданин Эвено-Бытантайского улуса (2009)[5]
- Почётный гражданин Момского улуса (2016)
- Почетный гражданин Нерюктяйинского наслега Мегино-Кангаласского улуса, Хаптагайского наслега Мегино-Кангаласского улуса, Быраканского наслега Верхневилюйского улуса
- Отличник социальной службы РС(Я) (2011)
- Заслуженный работник народного хозяйства Республики Саха (Якутия) (2001)
- Медаль «За доблестный труд. В ознаменование 100-летия со дня рождения Владимира Ильича Ленина»
- Медаль «Ветеран труда» (1989)
- Медаль Монгольской Народной Республики «Дружба» (монг. Найрамдал медаль) (1985)
- Почётный знак имени Софьи Сидоровой (2011)
- Наградной знак «За вклад в развитие парламентаризма в Республике Саха (Якутия)» (2017)
- Медаль ордена «За заслуги перед Отечеством» II степени (2021)
- Государственная премия Республики Саха (Якутия) имени М.К. Аммосова в области государственного строительства (24 апреля 2023) — за особые заслуги в становлении и укреплении государственности Республики Саха (Якутия), значительный вклад в социально-экономическое развитие Республики Саха (Якутия), многолетнюю безупречную государственную службу и плодотворную общественно-политическую деятельность

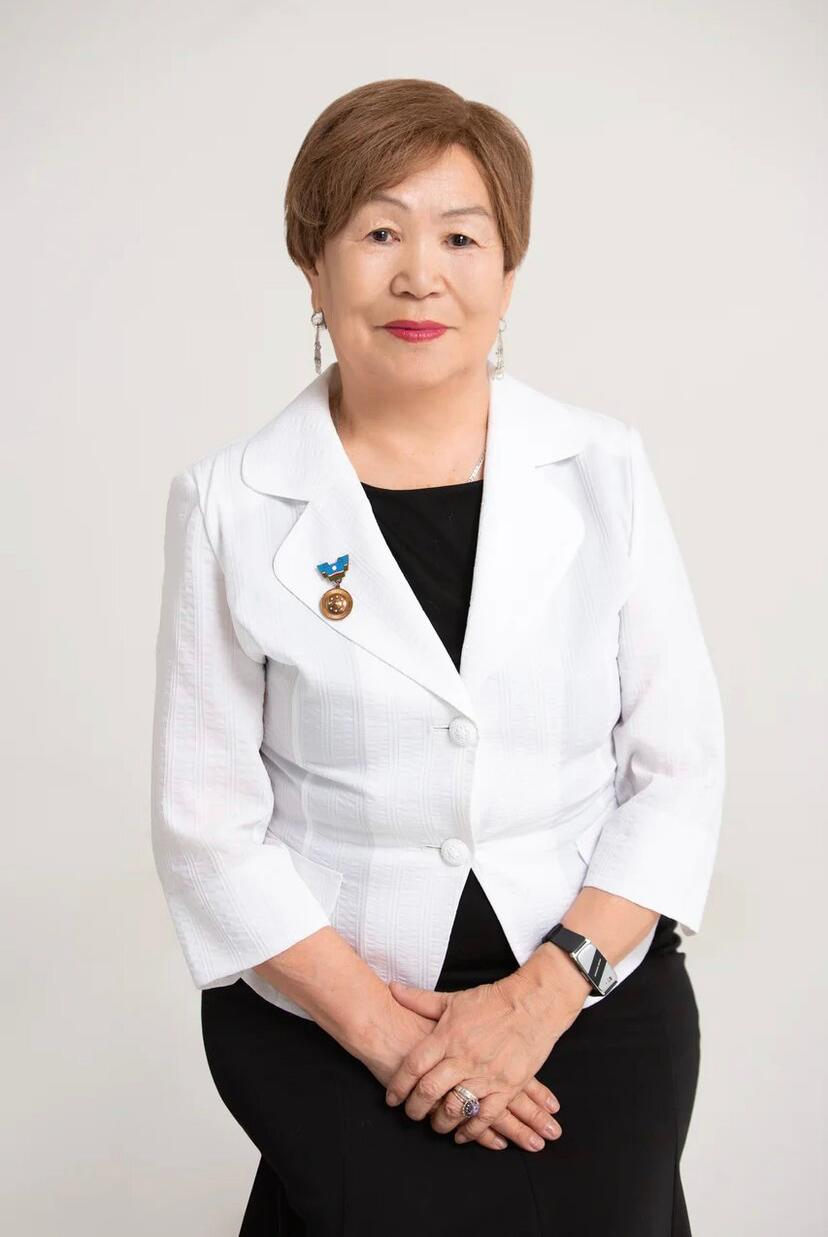